# Religija u Sjevernoj Makedoniji
Religija u Sjevernoj Makedoniji zastupljena je s nekoliko vjerskih zajednica.

## Povijest
U starom vijeku ovdje su bili štovani grčki bogovi, vjera Pelazga i starovjekovnih Makedonaca. Dolaskom pod rimsku vlast širi se rimska religija. Širenjem kršćanstva u Rimskom Carstvu i kršćanstvo postupno dolazi u ove krajeve. Makedonija je jedan od najranije pokrštenih krajeva. Blizina Bizanta pridonijela je učvršćenju istočnog kršćanstva (pravoslavlja). 
Makedonija je tradicijski pravoslavna zemlja. Islam se širio osmanskim osvajanjima. U to doba u makedonske krajeve dolaze židovski vjernici koji su najviše koncentrirani u velikim gradovima. Pravoslavni su Makedonci bili rastrgnuti između interesa srpske, bugarske i grčke pravoslavne Crkve. Postojao je i nemali broj rimokatolika koji je pravu pripadnost skrivao. Istočna Katolička Crkva u Makedoniji prešla je put od Makedonskog apostolskog vikarijata, preko podređenosti latinskom biskupu u Skoplju, Križevačkom eparhu, apostolskim egzarhatom u Sofiji, a danas ima svoj apostolski egzarhat, te u pet župa djeluje i Makedonska provincija sestara Euharistinki. Najpoznatiji makedonski katolik istočnog obreda je Goce Delčev. U 19. stoljeća Grci su pokušavali poništiti identitet Makedonaca, pa su Makedonci bježali iz Grčke. Zbog toga se događalo da su stanovnici Makedonije oko kukuškog kraja (dijela Makedonije koji je pripao Grčkoj) obraćao Vatikanu sa zahtjevom da prijeđu na katoličku vjeru da bi se crkveni obredi odvijali na staroslavenskom jeziku, odnosno da se ne bi grecizirali.
U komunističkoj Jugoslaviji mnoge su katoličke i muslimanske kongregacije zatvorene ili osuđene zbog "izdaje", a katoličke škole zatvorene, imovina nacionalizirana. Progoni su popustili pretkraj 1940-ih zbog toga što se Jugoslavija morala otvoriti Zapadu, jer se našla pred međunarodnom izolacijom nakon Rezolucije Informbiroa. Pravoslavna međunarodna zajednica nije htjela isprve priznati neovisnu Makedonsku pravoslavnu Crkvu. Ipak, srpska je pravoslavna hijerarhija priznala makedonske dijeceze posvećivanjem makedonskog episkopa (biskupa) 1958. godine. No i dalje su makedonski pravoslavci bili pod Srpskom pravoslavnom Crkvom sve do 1967., a nakon toga je Makedonska pravoslavna Crkva proglasila se neovisnom. Poslije toga je SPC prekinula daljnje odnose s MPC. Broj i udio muslimana rastao je zbog velikog priraštaja Albanaca i Roma.

## Vjerska struktura
Procjene koje navodi CIA za 2002. govore o sljedećem vjerskom sastavu:
- pravoslavni 64,8%
- muslimani (suniti) 33,3%
- ostali kršćani 0,4%
- ostali i nespecificirani 1,5%

## Galerija
- Širenje kršćanstva u Europi i na Sredozemlju.
- Europa u doba velike podjele 1054. godine.
- Religija u Europi, na Sredozemlju i na Bliskom Istoku 1100.
- Religije u Europi 1560.